# Heinrich Neumann (Mediziner)

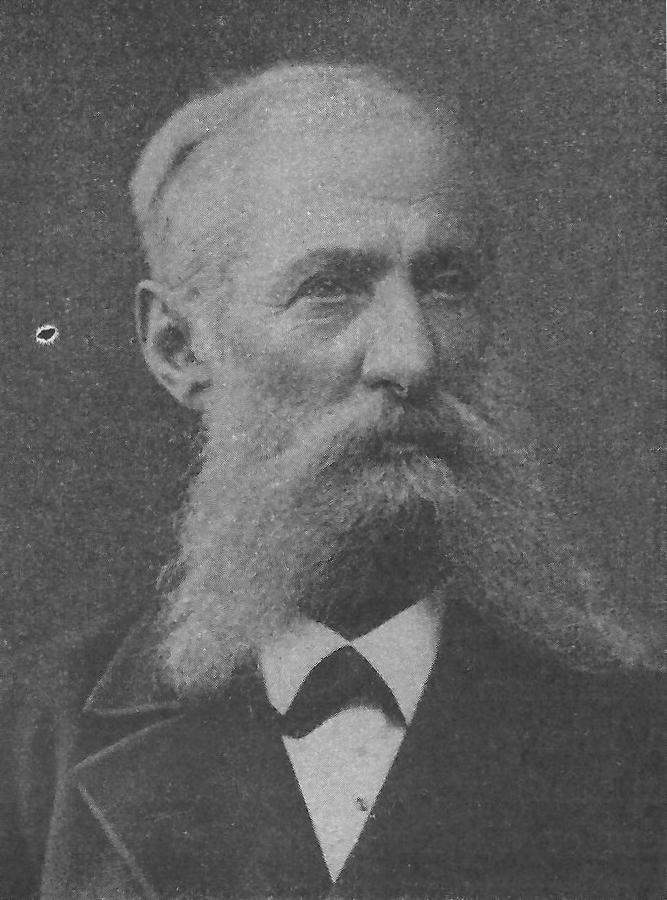
Heinrich Neumann

Heinrich Wilhelm Neumann (* 17. Januar 1814 in Breslau; † 14. Oktober 1884 in Pöpelwitz bei Breslau, heute Popowice in Wrocław) war ein deutscher Psychiater, der sich in der frühen Wissenschaftstheorie seines Fachgebiets einen bleibenden Namen gemacht hat.

## Leben
Heinrich Neumann entstammte einer jüdischen Familie. Er war der Sohn des Orientalisten Immanuel Moritz Neumann (1778 oder 1779–1865) aus Brody und der Caroline, geb. Braniss. Sein Vater war seit 1808 Oberlehrer an der Königlichen Wilhelms-Schule; sein älterer Bruder (* 1811) war der spätere Pastor Ludwig Neumann, der ab 1837 die deutsche evangelische Gemeinde in Rio de Janeiro betreute. Im April 1826, als Heinrich zwölf Jahre alt war, legte sein Vater sein Schulamt nieder, ließ sich unter dem Einfluss der Londoner Missionsgesellschaft mit seiner gesamten Familie taufen und nahm die Vornamen Heinrich Christlieb (auch Christoph) an. Er wurde 1837 Lektor für hebräische Sprache an der Universität Breslau.
1836 promovierte Heinrich Neumann der Jüngere in Breslau und war anschließend Regimentschirurg. In der Revolutionszeit versuchte er als Assistent in der schlesischen Anstalt Leubus eine »konstitutionelle Verwaltung« einzuführen. Dabei sollten alle Personalgruppen Sitz und Stimme erhalten. Die traditionellen Psychiater bezeichnete Neumann als »eingesessene Kaste«. Dadurch war er in Leubus nicht mehr länger tragbar. Beim polnischen Aufstand 1849–1850 war er Militärarzt.
1852 gründete er die Privatirrenanstalt Pöpelwitz bei Breslau, die er als »Medizinalanstalt« bezeichnete und deren Leiter er war. 1859 gab er an der Heilanstalt Erlangen unter A. Solbrig sein „Lehrbuch der Psychiatrie“ heraus. Dieses Buch war in drei Teile untergliedert:
1. Physiologische Einleitung
2. Allgemeine Pathologie
3. Specielle Pathologie und Therapie

Im zweiten Teil ging Neumann auf die psychiatrische Krankheitslehre ein. Christian Roller, der Gründer der für die europäische Psychiatrie wegweisenden Anstalt Illenau, betonte in seiner 1831 erschienenen Schrift „Die Irrenanstalt nach allen ihren Beziehungen“, dass die Arbeitstherapie ein Mittel ärztlicher Behandlung sei, nicht eine ökonomische Maßregel. Er befürchtete jedoch, dass Johann Michael Leupoldt und Neumann in Erlangen aus der Psychiatrie „fast ein Arbeitshaus“ zu machen schienen. Seit 1862 war Neumann ordentlicher Professor. 1867 leitete er die psychiatrische Abteilung des Allerheiligenhospitals in Breslau. 1874 wurde er zum Direktor der psychiatrischen Universitätsklinik Breslau ernannt. 1881 verkaufte er die Anstalt Pöpelwitz. 1883 erschien sein Werk „Leitfaden der Psychiatrie“.

## Leistungen
Heinrich Neumann gilt als einer der ersten Anstaltsgründer in Deutschland. Durch das Konzept der Einheitspsychose hat er sich einen bleibenden Namen in der Psychiatrie gemacht. Er gilt als „Urvater“ der Psychiatrie, weil sich verschiedenste Generationen von Psychiatern auf ihn beriefen. Karl Ludwig Kahlbaum, der Gründer klinischen Psychiatrie in Deutschland, knüpfte an Johann Spielmann und Heinrich Neumann an, indem er den Verlauf der Krankheit zum wichtigen Kriterium bei der Beurteilung der Schwere der Krankheit machte. Emil Kraepelin griff diesen Gedanken wieder bei Kahlbaum auf. Außerdem gilt Neumann als Begründer der „analytischen Methode“ in der Psychiatrie. Diese ergab entscheidende Impulse für Carl Wernicke und für Sigmund Freud.

## Werke
- Lehrbuch der Psychiatrie. 1859.
- Leitfaden der Psychiatrie. 1883.